# Tajvan a Japán Birodalom részeként
Tajvan a Japán Birodalom része volt 1895 és 1945 között. A japánok már az 1500-as évek óta próbálták megszerezni maguknak a területet, ám törekvéseik évszázadokon keresztül nem jártak sikerrel. A sziget végül az első kínai–japán háborút lezáró 1895-ös simonoszeki béke eredményeképp került Japánhoz a legyőzött Csing-dinasztiától. A szigeten élők a békére válaszul kikiáltották függetlenségüket, és létrehozták a Tajvani Köztársaságot, amit a japán inváziós erők pár hónap leforgása alatt megsemmisítettek, és birtokba vették Tajvant. A sziget különösen a környező hajózási útvonalak ellenőrzése miatt volt fontos a japánok számára, akik azonban a sziget modernizációját sem hanyagolták el. Fejleszteni kezdték a gazdaságot és az ipart, és hozzáláttak a kulturális viszonyok átformálásához. A sziget két évtizeden belül Japán szerves részévé vált, és még a törvényhozás felsőházában is rendelkezett képviselőkkel. Néhány lázadástól eltekintve a szigeten nem adódtak komolyabb konfliktusok a megszállókkal, és a második világháborúban sok tajvani is harcolt a Japán Császári Hadseregben. A háborút Japán vesztesként fejezte be, és kénytelen volt a szigetet átadni a Kínai Köztársaságnak.

## Történelem

### Kínai-japán háború
Bár az első kínai–japán háború eredetileg a szénben és vasércben gazdag Korea birtoklása miatt tört ki, a gyors háborús sikerek hatására most már kínai területek megszerzésével is kiegészült a japánok célkitűzése. Ez reálisan két területet jelentett: a Liaotung-félszigetet és Tajvant. Habár a győzelmek hatására a japán közvélemény egy része követelte Peking és sok más kínai terület megszállását, Itó Hirobumi miniszterelnök tudta, hogy ez a nyugati hatalmak intervenciójával járna, így csupán a fenti két terület megszerzését tartotta járható útnak. A félsziget megszerzését főleg a Japán Császári Hadsereg sürgette, amely elengedhetetlennek tartotta azt Korea ellenőrzéséhez, míg a Japán Császári Haditengerészet Tajvan megszállása mellett kardoskodott, hiszen a szigetről ellenőrizni tudták a környéken futó hajózási útvonalakat, konfliktus esetén el is zárva azokat. Itó miniszterelnök ezután összehívta 1894. december 4-én a császári konferenciát a háborús célok újrafogalmazására. Ebben a déli irányú terjeszkedés mellett foglalt állást, amely magában foglalta Santung és a Penghu-szigetek megszállását, valamint egy invázió előkészítését Tajvan szigete ellen.
Tajvanon eközben a kínai csapatok már a hadüzenet után hozzáláttak a part menti védelem megerősítéséhez, és az érkező csapatok mellé hakka milíciákat szerveztek. Sao Ju-lien kormányzó hajókat kért a védelem megerősítésére, ám a küldött segítség olyan kismértékű volt, hogy a Penghu-szigetek kiürítésekor dzsunkákat kellett alkalmazni. A japán támadás megindulása előtt azonban megindultak a tárgyalások Peking és Tokió között, ám Itó miniszterelnök igyekezett minél inkább elodázni a megbeszéléseket, így végül a Csing udvar nagy hatalmú tagját, Li Hung-csant küldték Japánba. Először megtagadták számára a tárgyalások ideje alatti fegyverszünetet, ám miután egy fanatikus merénylő megsebesítette, és a nyugati szimpátia egyre inkább Kína felé tolódott, kénytelen voltak engedményeket tenni. Hosszas megbeszélések után 1895. április 17-én írták alá a simonoszeki békét, amely többek között Tajvant is a Japán Birodalomnak adta át. Bár a nagyhatalmak közbeléptek, és elvették Japántól a Liatoung-félszigetet, Tajvan megszállását csupán Franciaország ellenezte, amely azonban egyedül nem kívánt közbeavatkozni.

### Tajvani Köztársaság

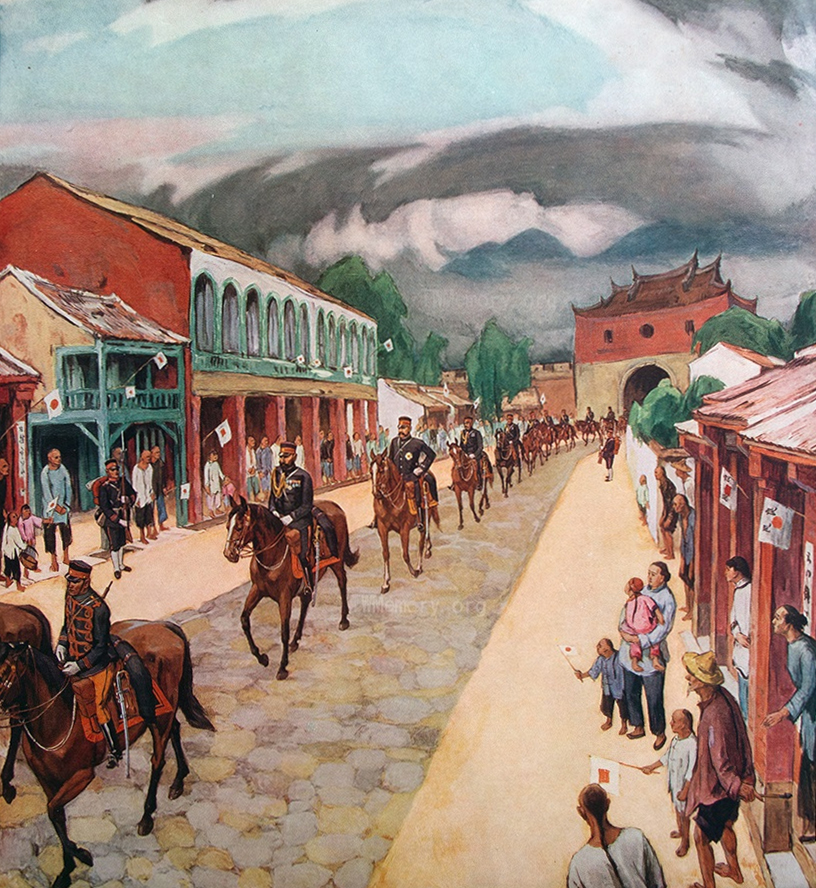
Japán katonák bevonulnak Tajpej városába

A békeszerződés elfogadásának híre hamar felháborodást váltott ki a szigeten, ahol egymást érték a gyűlések és felvonulások. Az írástudók Csiu Feng-csia vezetésével petíciót nyújtották át a pekingi udvarnak Tang Csing-sung kormányzón keresztül, amiben leírták, hogy továbbra is Kína része szeretnének maradni, és nem kívánnak behódolni az ellenségnek harc nélkül. A béke a szárazföldi Kínában élő értelmiségiek között is komoly felzúdulást váltott ki, ennek ellenére a kormány kijelentette, hogy a szigetet két hónap alatt átadják Japánnak. Az elégedetlenkedők lecsillapítására közölték, hogy a béke 5. cikkelye szerint a területen élőknek joguk van eladni tulajdonukat, majd a szárazföldre költözni a békét követő két éven belül. A maradást választók úgy érezték, a Csing-dinasztia elárulta őket, és ezzel megszűnt a lakosok lojalitási kötelezettsége irányukba. Sokan a nemzetközi jogra hivatkozva népszavazás kiírását javasolták, míg az értelmiségiek a sziget függetlenségének kikiáltásába, és a nyugati hatalmak beavatkozásában reménykedtek. Küldöttségek indultak Pekingbe, védelmet remélve, ám ott közölték velük, hogy a kínai kormánynak nincs lehetősége megvédeni őket.
Ezután a szigeten egyre erősödni kezdtek a függetlenséget kívánó hangok, és ennek lecsillapítás érdekében a Csing udvar május 18-án sietve átadta a szigetet a japán hatóságoknak. Tang kormányzót azonban eddigre már meggyőzték a sziget önállósításának fontosságáról, és ezért a parancsot megtagadva a szigeten maradt, és május 23-án közzétette a sziget függetlenségi nyilatkozatát, majd 25-én kikiáltották a köztársaságot, és Tangot tették meg elnökének. A japánok tartottak a külföldi intervenciótól, és gyors akciót indítottak a sziget megszerzésére. Kabajama Szukenori admirális 1895. május 10-én kinevezték Tajvan kormányzójává, és május 29-én a japán csapatok megkezdték a partraszállást Keelungtól délre. Az 50 000 fős japán kontingenst a kínai erők háromszorosan múlták felül, ám azok jobb felszereltsége és képzettsége hamar megmutatkozott. A város eleste után egy nappal, július 4-én Tang elmenekült a szigetről. A japánok június 7-én harc nélkül vették be Tajpejt és az ellenállás központja Tainanba tevődött át. A várost október 21-én vették be, és ezzel a Tajvani Köztársaságot végleg felszámolták.

#### Folytatódó ellenállás
Tainan elfoglalása után nem sokkal, Kabajama admirális bejelentette a sziget pacifikálását, ám a szigeten lévő kínai erők folyamatos gerillaakcióikkal megpróbálták ezt minél jobban ellehetetleníteni. Rendőrőrsöket és kisebb katonai egységeket támadtak meg, hogy fegyvert szerezzenek. 1895 augusztusában az északi partizánvezérek visszaállították területükön a köztársaságot, majd 1897 májusában ismét kísérlet történt a legyőzött állam visszaállítására. Az elkövetkező hét évben 54 japán létesítményt ért támadás és 94 egyéb incidens történt. A lázadók azonban nem rendelkeztek egységes ideológiával, vezetőik nagyon változatos társadalmi környezetből kerültek ki, és csak a japánok elleni gyűlölet tartotta őket együtt. A japánok pedig minden akciót véreset toroltak meg, és az ellenállás éveiben 12 000 főt öltek meg. Még a japán polgári adminisztráció és a sajtó is tiltakozott ezek ellen, ám Tokióban süket fülekre találtak. A tényleges fegyveres ellenállást hamar legyőzték, és a tajvaniak többsége inkább passzív módon próbált tiltakozni a japán uralom ellen. Voltak természetesen olyanok is, akik a japánokkal kollaborálva tettek szert nagy haszonra.

### A gyarmati adminisztráció kiépítése

#### Katonai kormányzat

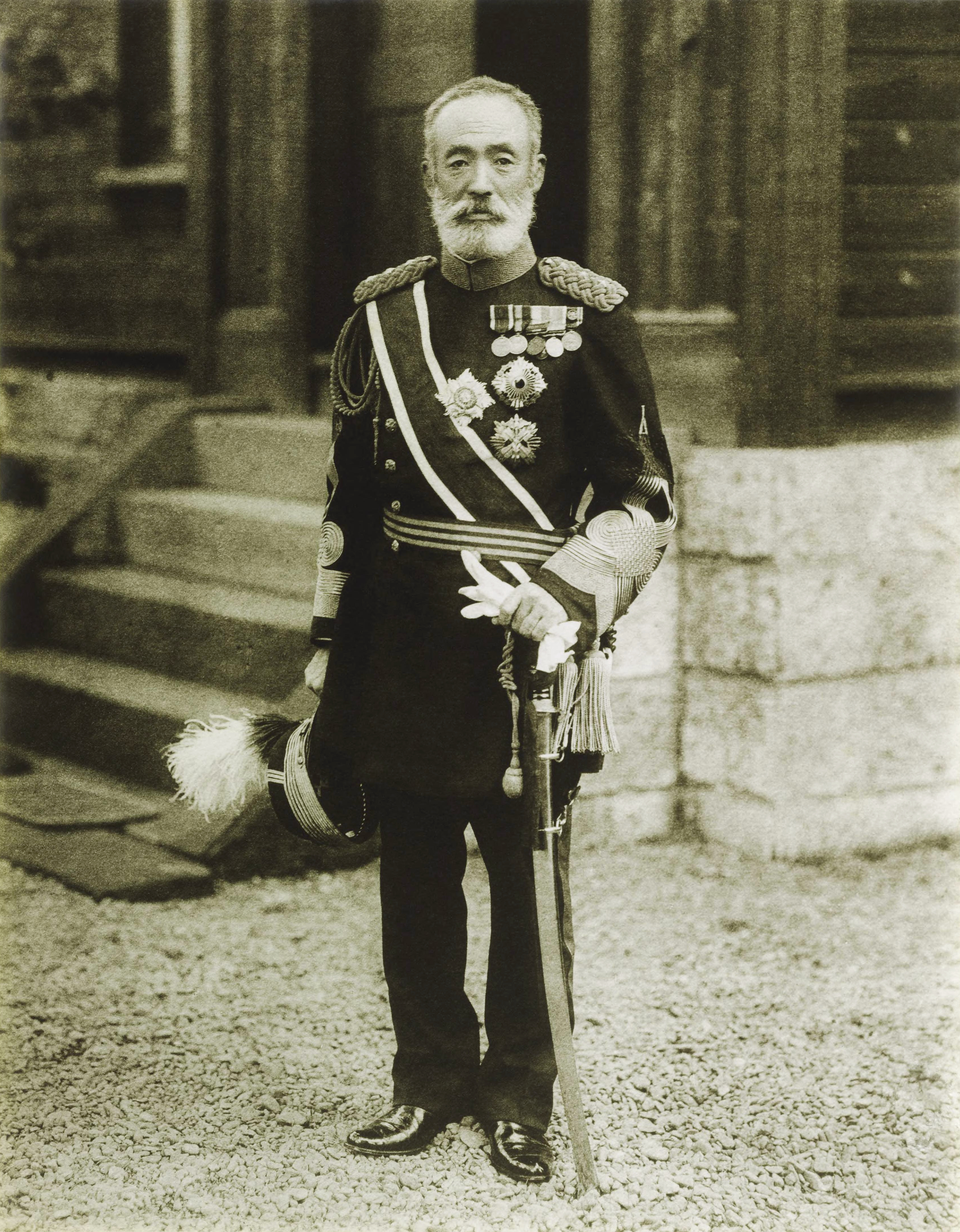
Nogi Mareszuke, Tajvan harmadik főkormányzója

Japán nem rendelkezett részletes tervekkel a sziget irányítását illetően, hiszen az csak a háborús sikerek eredményeképp került hozzájuk, előzetes tervezés nélkül. Még a sziget annexióját illetően is többféle elképzelés létezett. Az egyik az itteni mezőgazdasági és nyersanyagtermelést, valamint a tajvani piacot a dinamikusan fejlődő japán gazdaság kiegészítőjeként látta, míg a másik főleg katonai szempontból szemlélte azt. Ez utóbbi szerint a sziget délről védte a japán anyaszigeteket, ezen kívül ugródeszkát is jelentette a jövőbeli déli irányú terjeszkedéshez. Japán azonban még nem állt készen a gyarmatosításra, nem rendelkezett koncepcióval ennek mikéntjét illetően. Így a szigeten három évig katonai igazgatás állt fent, és ezalatt három katonai kormányzója is volt a szigetnek. 1896 márciusában a japán parlament megszavazta a 63. törvényt, amelynek értelmében a tajvani főkormányzó csak a szigeten érvényesülő törvényeket alkothatott, és léptethetett érvénybe, így gyakorlatilag teljhatalmat kapott.
1896 júniusában Kacura Taró altábornagy felváltotta Kabajamát a főkormányzói poszton, amit négy hónapig töltött be, ám a szigeten nem tartózkodott tíz napnál tovább. Legfontosabb intézkedése a június japánellenes felkelés véres letörése volt, amely mintegy 6000 halálos áldozattal járt. Őt Nogi Mareszuke altábornagy követe, aki már komolyabban odafigyelt a sziget igazgatására. Mivel ekkor 400 lakosra jutott egy rendőr, a hatékonyság növelése érdekében háromszakaszos éberségi rendszert vezetett be. A forrongó hegyi területeken a hadsereg és a katonai rendőrség működött, a stabilizáltabb körzetekben a katonai rendőrség és a rendőrség közösen látta el feladatokat, a pacifikált zónákat pedig kizárólag a rendőri erők felügyelték. A törvényesség látszatának megőrzésére ötfős bírói bizottságot alakítottak, amely 1895 és 1897 között 430 ügyben járt el 819 vádlott ellen, és 160 halálos ítéletet hozott. A hegyi zónákban ezalatt a hadsereg tüzérséggel lőtte a falvakat, és sok embert lemészárolt.
A pacifikálást nehezítette az is, hogy a japán kormány mandarin nyelven beszélő tolmácsokat küldött a szigetre, abban a hitben, hogy az itteni kínaiak is azt beszélik, így a hakka és hokkien nyelven beszélőkkel való érintkezéshez segédtolmácsokat kellett igénybe venni, ami sok félreértéshez vezetett. Ezen kívül a sziget megszállása anyagilag is megterhelte a japán kormányt, hiszen a csatározásoknak köszönhetően a mezőgazdaság teljesítőképessége nagyon lecsökkent, és a legfontosabb cukor- és kámforkitermelést külföldi vállalatok tartották kezükben. Ezekben az időkben a japán kormánykörök komolyan fontolóra vették a sziget eladását Franciaországnak, amely 100 millió jent ajánlott fel a szigetért.

#### A polgári kormányzás bevezetése

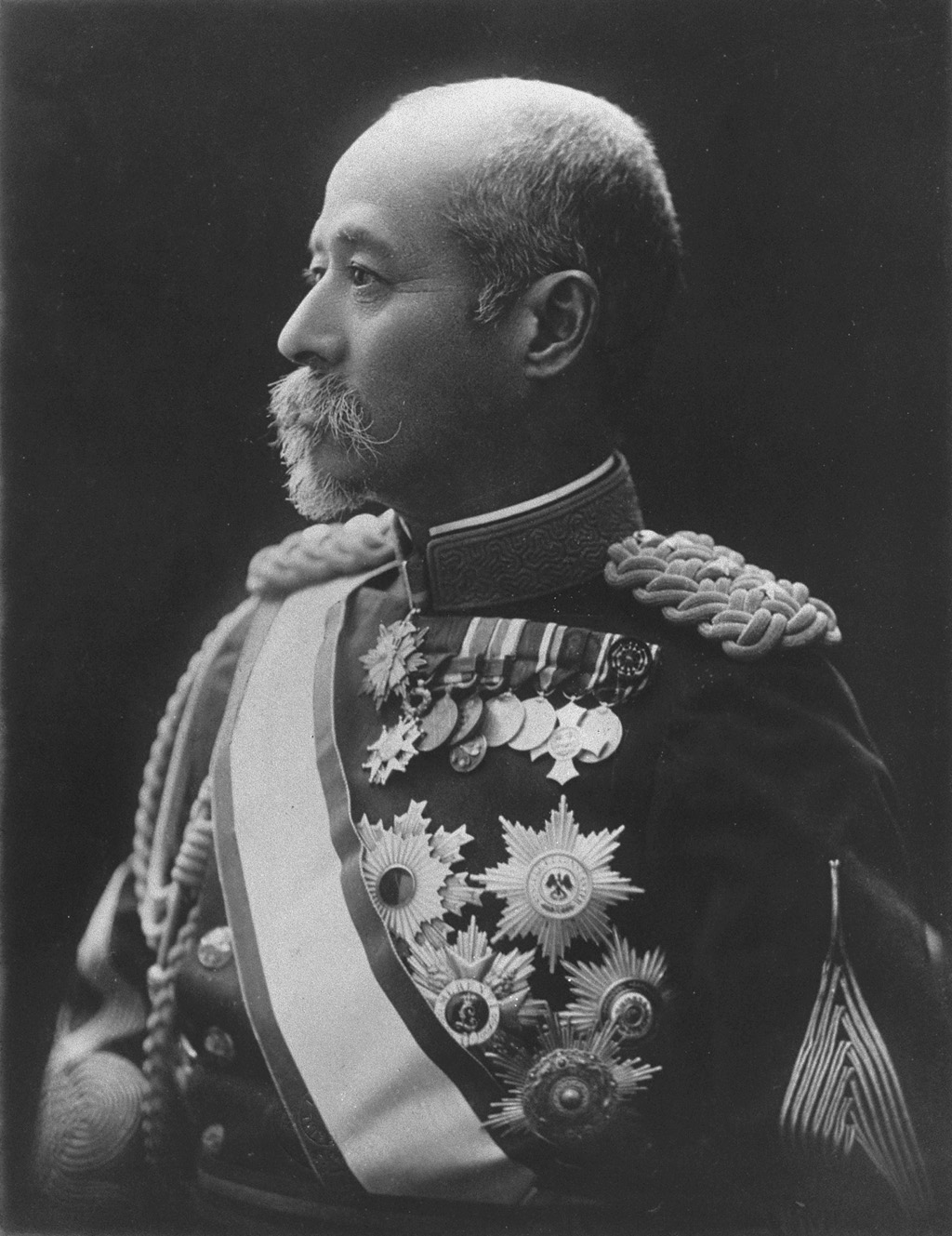
Kodama Gentaró, Tajvan negyedik főkormányzója

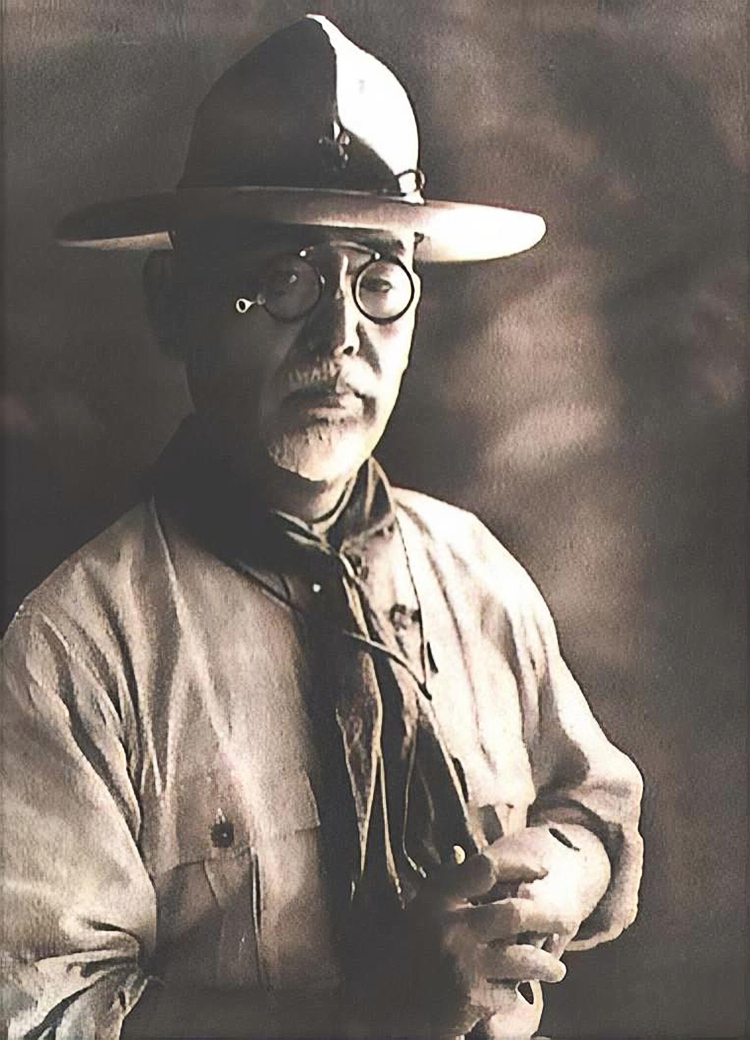
Gotó Sinpei, a tajvani polgári közigazgatás tényleges kiépítője cserkészegyenruhában

1898 márciusában Kodama Gentarót nevezték ki a sziget negyedik főkormányzójává. Ő szintén magas beosztású katona volt, ám az eddigiektől teljesen eltérő módon kormányozta a szigetet. Maga mellé vette Gotó Sinpei Németországot is megjárt orvost, aki az itt szolgáló katonák főorvosaként dolgozott, és egy, a sziget egészségügyi helyzetét elemző, és az irányítás átszervezését javasló felterjesztéssel hívta fel magára a figyelmet. Kodama fő feladatának a sziget gazdasági birtokbavételének előkészítését tekintette, azonban szinte állandó távolléte miatt a tényleges kormányzás Gotó kezében volt. Kezdésként, mivel az ellenállás intenzitása alábbhagyott, eltörölték Nogi főkormányzó háromszakaszos éberségi rendszerét, és a rend fenntartását kizárólag a rendőrségre bízták. Gotó politikája a korbács és mézesmadzag volt, vagyis egyrészt gyors ütemben bővítette a rendőrséget, és keményen fellépett az ellenállókkal szemben, másrészt viszont igyekezett az idősek és az értelmiségiek szimpátiáját megnyerni. Például bankettek tartását rendelte el a 80 éven felüliek tiszteletére, és 1900-tól kezdve ő maga is megjelent ezeken, jó benyomást téve a jelenlévőkre. 1900 márciusában nyolcnapos konferenciát szervezett a szigeten maradt értelmiségieknek, ahol felkérte őket, hogy segítsenek a sziget modernizációjában, és az új oktatási rendszer kiépítésében. Azonban hamar fel kellett ismernie, hogy a sziget régi értelmisége igen megosztott, így nekik, japánoknak kell egy új elitet kialakítaniuk.
Gotó kormányzásakor igyekezett a tajvaniak gyengeségeit kihasználni, amelyet még a szigetre érkezésekor felmért, és a japán adminisztrációt a tajvani hagyományok, értékek, szokások figyelembevételével működtetni. Politikája kettős volt, egyrészről büntette az ellenszegülőket, másrészről jutalmazta az engedelmeskedőket. Északról dél felé haladva szisztematikusan felszámoltatta a megmaradt ellenállási fészkeket, és a gyéren lakott hegyes vidékeken rezervátumokat jelölt ki a tajvani őslakosság számára. Ezekben speciálisan képzett, vegyes japán-tajvani összetételű rendőri egységeket állomásoztatott. 1901-ben aztán amnesztiát hirdetett a még mindig kitartó ellenállóknak, ha leteszik a fegyvert. Akik éltek a lehetőséggel, azokat öt évig rendőri megfigyelés alatt tartották, és út-, valamint vasútépítéseken alkalmazták őket. A módszeres sikeresnek bizonyult, és az utolsó ellenállócsoport 1903-ban tette le a fegyvert. 1898 és 1902 között mintegy 12 000 lázadóval végeztek, a japánok vesztesége pedig 2124 főre rúgott.
Gotó következő feladata a tajvani adminisztráció átszervezése volt. A megszállás első pár évében sok kétes elem költözött Japánból a szigetre, és lett tagja a gyarmati igazgatásnak, így gyengén működővé és korrupttá téve azt. Gotó személyesen választotta ki a legfelső szintű vezetőket, és ez ügyben többször utazott vissza Japánba is, megfelelő embereket keresve. Főleg fiatal, becsületes szakértőket választott ki, akiket igyekezett motiválttá tenni. Az addigi rövidtávú, eseti döntéshozás helyett Gotó igyekezett egy hosszútávú, gondosan tervező adminisztrációt létrehozni. Kodama segítségével létrehozta a Minszebút, Tajvan legfelső döntéshozószervét, hogy meghatározza az elkövetkező feladatokat. Emellett mintegy két tucat hivatalt is szervezett, arra törekedve, hogy a háromszintű irányítás minden szintjén jelen legyenek a japánok. Az irányítás legfelsőbb szintjén a központi szervek álltak, ezt követték a prefektúrák, és végül legalul álltak a kisvárosok és falvak. 1901-ben a szigeten húsz prefektúrát hoztak létre, majd 1920-ban ezeket öt prefektúrává és három kerületté szervezték át. Fontosnak tartotta még, hogy a helyieket is meggyőzze a japán adminisztráció hatékonyságáról, így nagy kormányzati palota, széles körutak és parkok építését javasolta, elrendelte, hogy a hivatalnokok egyenruhát viseljenek, elkülönített helyen éljenek, saját egészségügyi ellátórendszerük legyen. Mivel a Csingek lerombolták a sziget politikai struktúráját, amikor minden hivatalnokot visszahívtak, és az értelmiség nagy része is távozott, így a japán adminisztrációnak nem kellett alkalmazkodnia, hanem olyan kormányzatot állíthatott fel, amilyen legjobban megfelelt céljainak.

### Pao-csia rendszer

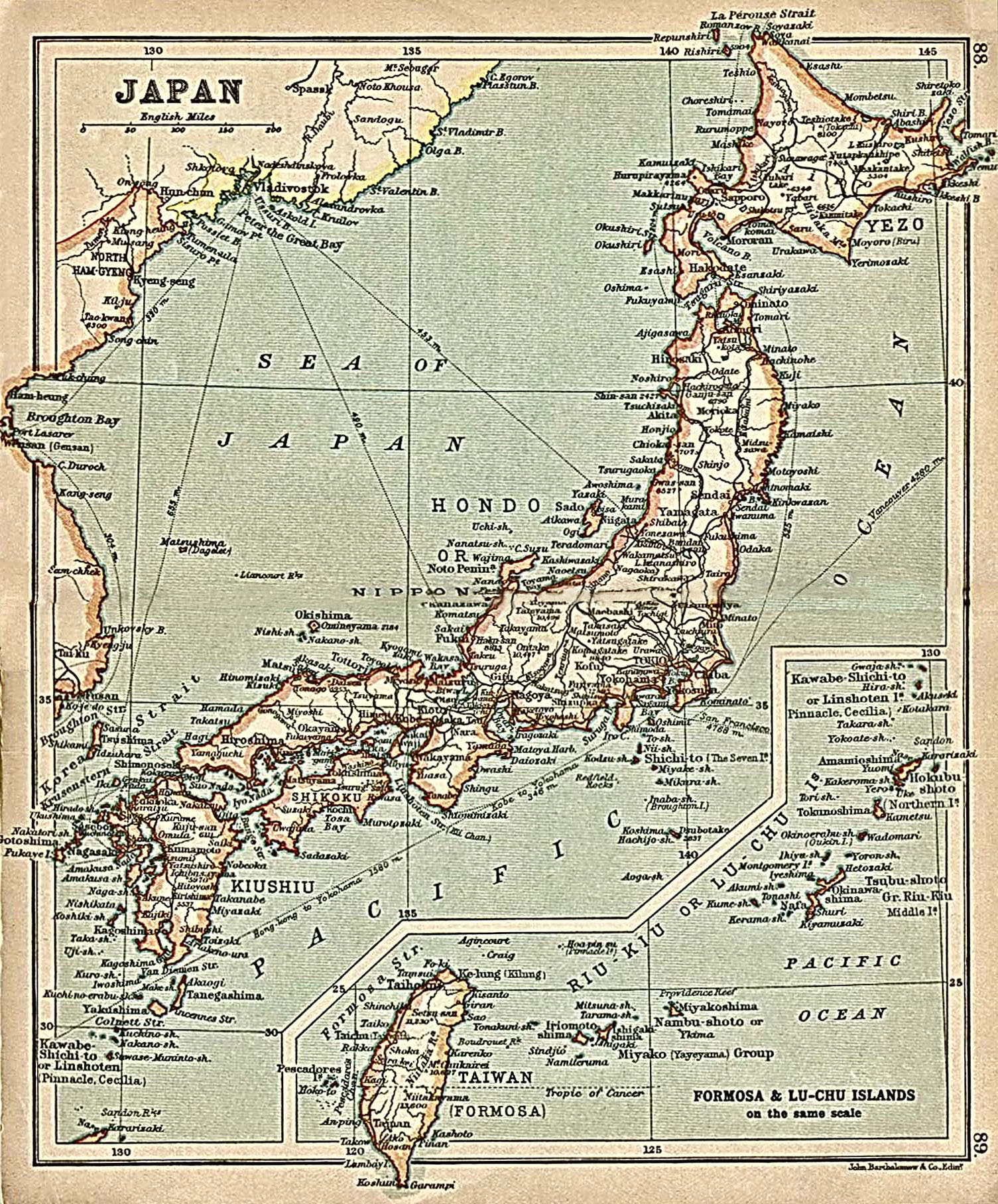
1911-es térkép Japánról, amely Tajvant is az ország részeként jelöli

A gyarmati közigazgatás kiépítése során a pao-csia rendszer kiépítését is elkezdték. A rendszer a háztartások szervezésén alapult, 10 ilyen tett ki egy csiát és 10 csia egy paót. A Csing uralom idején nem tudott ez, a kontinentális Kínában alapvető rendszer a szigeten is teljesen kiépülni, mivel nem sikerült megfelelően regisztrálni a háztartásokat, és a jelentések elkészítése igen nagy terheket rótt az itteni adminisztrációra. A japán megszállók már a megszállás első három évében kísérleteztek a rendszer bevezetésével, azonban a gyéren kiépített rendőrségi rendszer miatt akkor még kudarcba fulladt a kísérletük. Kodama és Gotó azonban remek eszközt látott a pao-csia rendszerben a lázadások megelőzésére, a társadalom irányítására, a rend és béke fenntartására. Az egyes közösségek feladatait részletesen megszabták, ezek közé tartozott az ópiumszívók jó útra térítése, az adók beszedése, a közösségen belüli érkezések és távozások megfigyelése, a banditákra való figyelmeztetés stb. A közösségek vezetői felelősséggel tartoztak ezek betartásáért, és rendszeres jelentéseket kellett tenniük a helyi rendőri erőknek. A vezetőket az idősebb, írástudó tagok közül választotta a közösség két évre, és újraválaszthatóak voltak, ám a választást a japán hatóságoknak utólag jóvá kellett hagynia. A rendszer alapja a kollektív felelősség elve volt, tehát ha a közösség egyik tagja bűnt követett el, akkor minden háztartásfőt megbüntettek. A rendszer 1902-re az egész szigeten kiépült a bennszülött körzeteket és a szigeten élő japánokat kivéve, akikre nem vonatkozott.
A japán rendszer sokkal hatékonyabbnak bizonyult a kínainál, ugyanis elegendő és megfelelően képzett rendőr állt a közigazgatás rendelkezésére, akik nem távoli városokban, hanem az adott közösségben éltek. Gotó nagy gondossággal válogatta ki a megfelelő rendőröket, akiket az átlagosnál magasabb fizetéssel hívott a szigetre, ahol több hónapos kiképzést kaptak, többek között a kínai hokkien nyelvjárást is elsajátítva. A rendőrök váltak a gyarmati adminisztráció alapjaivá, akik nem csak a rendet felügyelték, de az adók beszedésében, az egészségügyi intézkedések kikényszerítésében, a bennszülöttek és az illegális bevándorlók felügyelésében, utak és hidak építésének ellenőrzésében is közreműködtek. A rendőrök mellé a 17 és 40 év közötti férfiakból milíciát szerveztek, amelyet általában 40 pao (4000 háztartás) állított ki, és 40 fős volt. Tagjai a japánok által jóváhagyott egyenruhát viseltek szolgálati idejükben. A milíciák költségeit a háztartások fizették.
A pao-csia rendszer nagy előnye volt az, hogy az ellenállás leverése után visszatartotta a tajvaniakat a lázadozástól, hiszen a kollektív felelősség miatt az emberek informátorokká váltka a szomszédaikkal szemben. A rendszer hatékonyságát mutatja, hogy az 1911-es vucsangi felkelés hatására szerveződő hat tajvani forrongás közül csak kettő esetben került sor helyi rendőrségek megtámadására, a másik négyet már csírájában elfojtották. A rendszer fontos kiegészítője volt az Ifjúsági Alakulat, amely a fiatalok rendőri ellenőrzését fokozta, és egyúttal lehetővé tette mozgósításukat is. Tagjai 16. életévüket betöltött fiatalok lehetettek érdemeik alapján, rendőri jóváhagyással. Ezek a fegyvertelen cserkészcsapatok fontos szereplőjévé váltak a japán kormányzat különféle kampányainak, mint a patkányirtás vagy a lakás fél évente történő kötelező takarítása, és igyekeztek beléjük oltani az elittudatot. Segítettek még a különféle munkákban, a népszámlálásokban, az adatgyűjtésben, és elvárták tőlük, hogy jelentsék a szokatlan tevékenységet lakóhelyükön. Az Ifjúsági Alakulat 1903-ban már 55 000 főt számlált, és létszáma később is folyamatosan növekedett. Mind a pao-csia, mind az ifjúsági szervezet esetén fontos volt, hogy helyi jellegű maradjon, így sem tartományi, sem Tajvant átfogó szervezetét nem hozták létre, nehogy a kormányzattal szemben hatalmi bázist alkothasson.